# 歧義

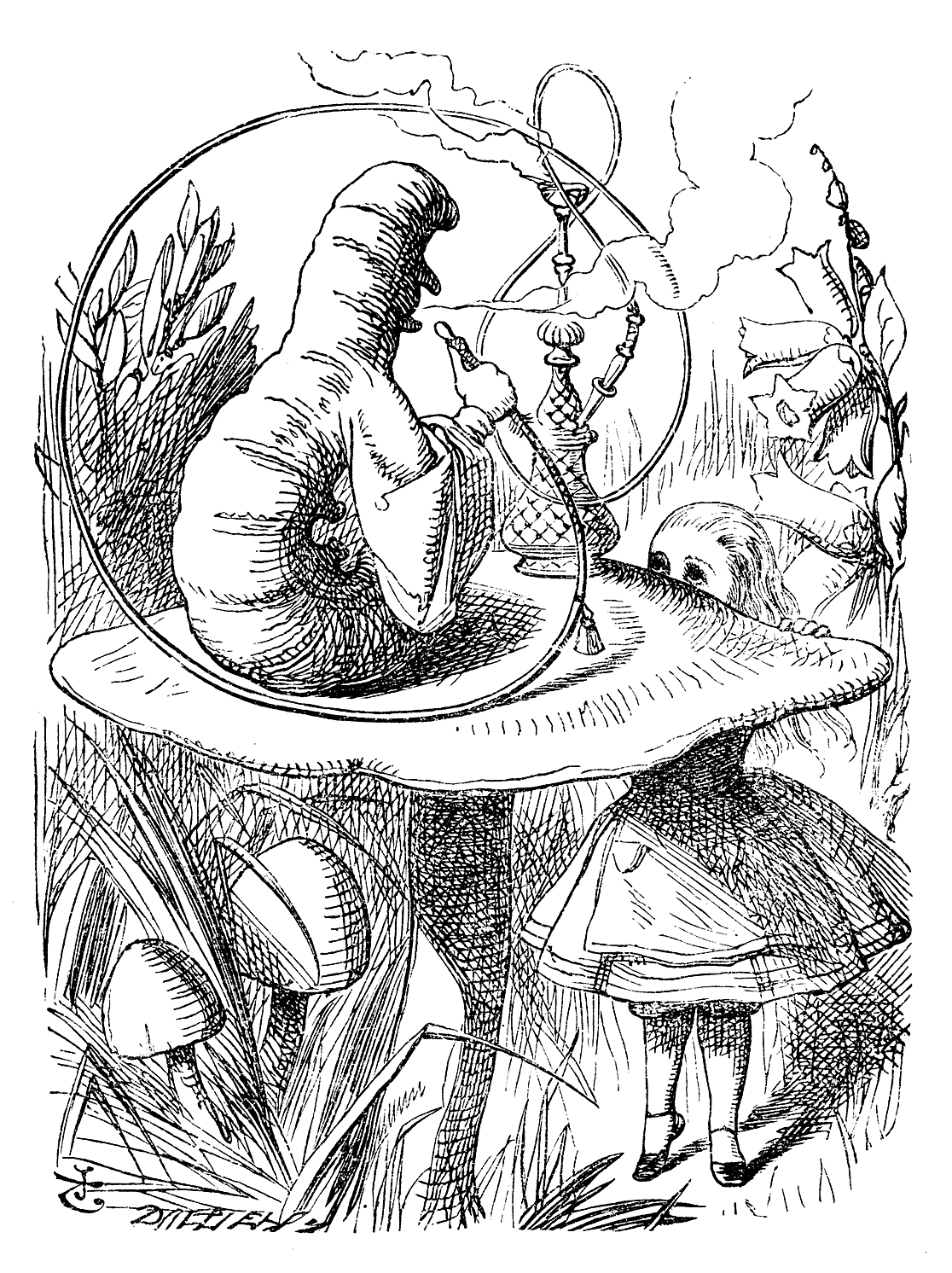
愛麗絲夢遊仙境的插圖。在毛蟲頭上的是他的口與鼻？還是他的足？

歧義（英語：ambiguity，又有譯為「含混」）是指未定義或定義不清楚而沒有明確涵義的單詞、術語（term）、注釋或觀念。
在華人社會，認為此言詞源於唐朝蘇味道：「處事不欲決斷明白，若有錯誤，必貽咎譴，常模稜以持兩端可矣。」(模棱兩可）
如果一個單詞、片語、句子或其他的表達方式擁有一個以上的解釋，就是歧義的。
歧義有別於模糊，模糊是指某個概念難以清楚界定；歧義則可透過定義化解，定義通常取自標準定義、詞典或普遍知識。